# Mondello Park
Le circuit de Mondello Park est l'unique circuit irlandais de sport automobile international, situé à Caragh, dans le comté de Kildare.

## Histoire
Appartenant à Martin Birrane (en), ce circuit accueille entre autres le championnat britannique de superbike, le championnat britannique de pick-up  et  quelques épreuves de rallycross.
Des courses de moto, de kart et le championnat irlandais de voitures ont également lieu à Mondello Park, ainsi qu'une manche du Championnat de Grande-Bretagne des voitures de tourisme et le championnat britannique de superbike.
Un musée consacré aux voitures de rallye de ces 30 dernières années est aussi installé à Mondello Park.

## Circuit
Le circuit international de Mondello Park, mesurant 3,503 kilomètres a reçu l'approbation de la FIA. Circuit très sinueux, des variantes plus courtes du circuit sont utilisées pour l'école de course automobile du circuit.